# Firmino de Amiens
São Firmino, do latim Firminus (Pamplona, 272 - Amiens, 25 de setembro de 303) foi um missionário cristão navarro, primeiro bispo de Pamplona (provável) e primeiro bispo de Amiens, onde fundou a igreja local. Foi decapitado aos 31 anos de idade. É patrono de Amiens, Lesaka, da diocese de Pamplona, e co-patrono de Navarra junto com São Francisco Xavier.

## Hagiografia
Segundo a lenda, nasceu em Pompaelo (a atual Pamplona), filho de um senador pagão de nome Firmo, um alto funcionário da administração romana que governou Pamplona no século III. A pregação de Santo Honesto, que marchara à península após ser milagrosamente liberado da sua prisão em Carcassonne, comoveu aos seus pais, que contudo não se converteram até ouvir a são Saturnino de Toulouse. O santo batizaria a Firmino e aos seus pais no lugar que hoje se chama popularmente pocico de San Cernin.
Sob a tutela de Honesto o jovem Firmino aprendeu a religião e a arte da pregação. Aos 18 anos foi enviado a Toulouse, onde seria ordenado. Após pregar em Navarra, foi para  Amiens. Havendo organizado a construção da igreja local, foi nomeado bispo aos 24 anos. A oposição oficial à doutrina cristã fez que fosse encarcerado e decapitado.
En 1186 o bispo Pedro de Paris levou de Amiens a Pamplona uma relíquia da cabeça de Firmino.
Atualmente é celebrado em 7 de julho em Pamplona com festas de fama internacional, os Sanfermines, das quais o evento mais conhecido são os encierros (corridas de touros). Tradicionalmente os participantes dos encierros pedem ajuda a São Firmino entoando cânticos em frente a uma imagem do santo na Cuesta de Santo Domingo, no local onde são iniciadas as corridas. Outro momento alto dos Sanfermines é a procissão de São Firmino, realizada na manhã do dia 7 de julho.